# 紛美包裝
紛美包裝有限公司（Greatview Aseptic Packaging Company Limited，港交所：00468），前稱「泉林包裝」（Tralin Pak），是一家香港上市公司。
紛美包裝是無菌包裝及相關服務的供應商，專門向乳製品及非碳酸軟飲料生產商提供無菌包裝，紛美聲稱其三大客戶包括了蒙牛集團、惠爾康及伊利集團。據估計，截至2009年12月31日止年度，紛美包裝佔中國無菌包裝市場銷量的9.6%，按銷量計是中國從業者中的領導者。紛美包裝同時亦為法國、德國、俄羅斯、捷克共和國、沙特阿拉伯等國家的客戶提供服務。
紛美包裝的總部位於中國北京，旗下兩座工廠分別位於山東省高唐縣和內蒙古自治區和林格爾縣，並正籌備在德國興建新廠房。紛美包裝在香港主要營業地點在皇后大道中15號置地廣場告羅士打大廈8樓。

## 历史
紛美的主要營運附屬公司「山東泉林包裝」於2001年年底註冊成立，最初生產及銷售多層複合包裝材料、紙盒及其他紙質包裝材料。2003年開始轉型為一家無菌包裝生產企業。
2004年，紛美分別取得ISO9001和ISO14001認證，確立公司對品質控制和環境的管理標準。
2004年，紛美成立北京研發中心。翌年成立上海研發中心。
2005年，紛美開始向蒙牛供應無菌包裝。2006年的年產量已達到十億個包裝。
2010年12月，紛美以每股4.3港元，發行及配售約 233.6 百萬股新股，在香港聯合交易所上市，估計集資淨額 903 百萬港元。保薦人包括高盛和摩根士丹利。首日掛牌全日收報 4.92 港元，較招股價高出約 14%。
2017年6月2日怡和策略控股旗下附屬公司JSH Venture ，以平均價格為每股5港元，斥資14.8億港元，購入紛美包裝296,177,741股普通股，佔公司的已發行股本約22.15%

## 企業架構
在中國，紛美包裝全資擁有以下子公司：
- 山東泉林包裝
- 紛美包裝（內蒙古）
- 北京豐景泉林貿易
- 北京泉林包裝機械

## 外部連結
- 官方网站